# Tereza Martincová
Tereza Martincová (nascida em 24 de outubro de 1994) é uma tenista profissional tcheca.
Martincová conquistou um título de duplas no WTA Tour e quatro títulos de simples no Circuito ITF. Em 14 de fevereiro de 2022, ela alcançou sua melhor classificação de simples WTA, no 40º lugar mundial. Em 8 de agosto de 2022, ela alcançou a 77ª posição no ranking de duplas WTA.

## Destaques na carreira

### 2013–2015
Em junho de 2013, Martincová fez sua estreia no sorteio principal do WTA Tour no Nürnberger Versicherungscup. Depois de passar por todas as três rodadas da qualificatória, ela perdeu para Estrella Cabeza Candela [en] na primeira rodada. Um mês depois, Martincová mais uma vez se classificou para a Baku Cup, derrotando Oksana Kalashnikova na primeira rodada, mas perdendo para Tadeja Majeric [en] na segunda.

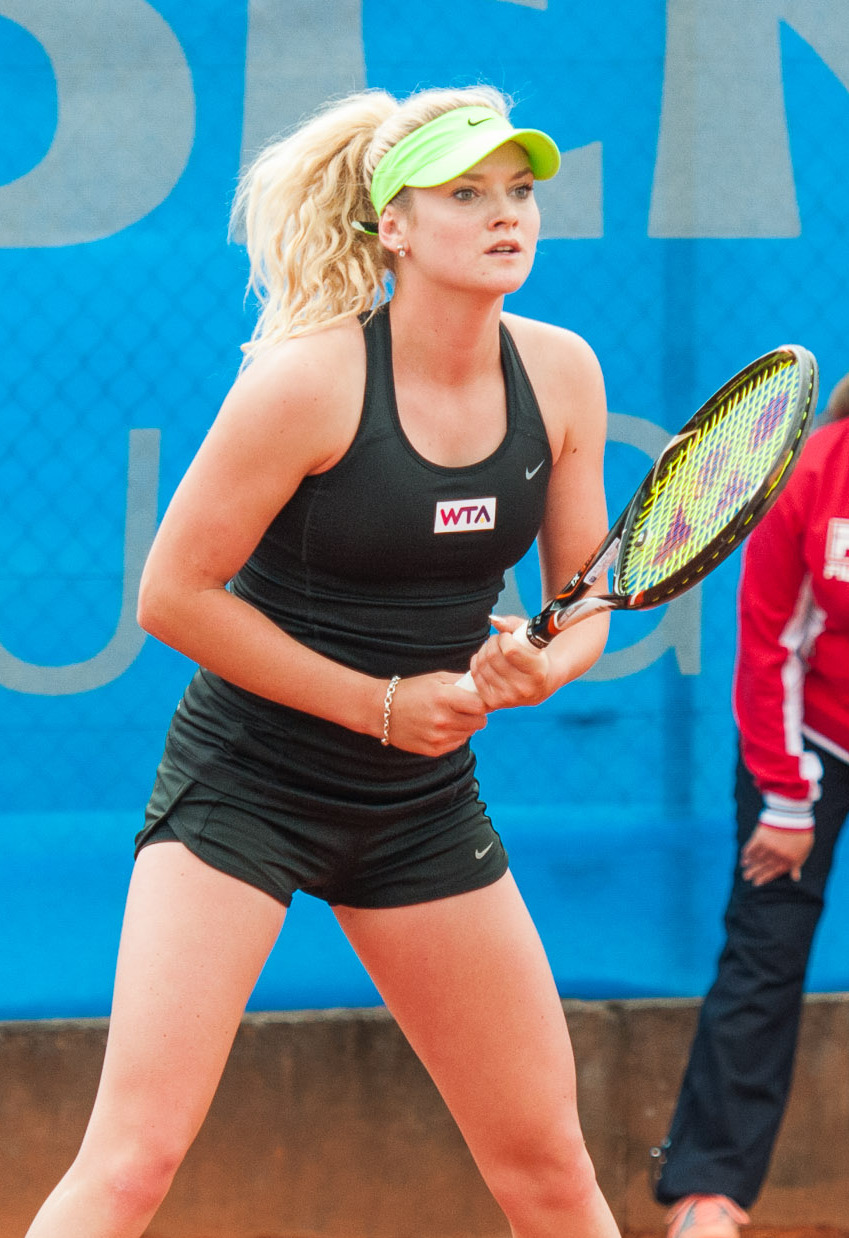
Martincová em Nuremberg, 2014.

Em 2014, o primeiro torneio WTA para Martincová foi o Nürnberger Versicherungscup, onde se classificou para a chave principal, e depois perdeu para Anastasia Rodionova. Ela passou pela qualificatória para o Aberto da Suécia em Båstad, antes de Mona Barthel derrotá-la na primeira rodada. Na Coupe Banque Nationale na cidade de Quebec, Martincová mais uma vez passou na qualificatória, mas novamente perdeu na primeira rodada da chave principal, desta vez para Shelby Rogers.
Em 2015, Martincová chegou às quartas de final do WTA Tour na Brasil Tennis Cup após vitórias sobre Quirine Lemoine [en] e Ajla Tomljanovic. Ela também fez sua estreia em um torneio Grand Slam no US Open, mas perdeu na primeira rodada para Nao Hibino em dois sets diretos.

### 2016–20

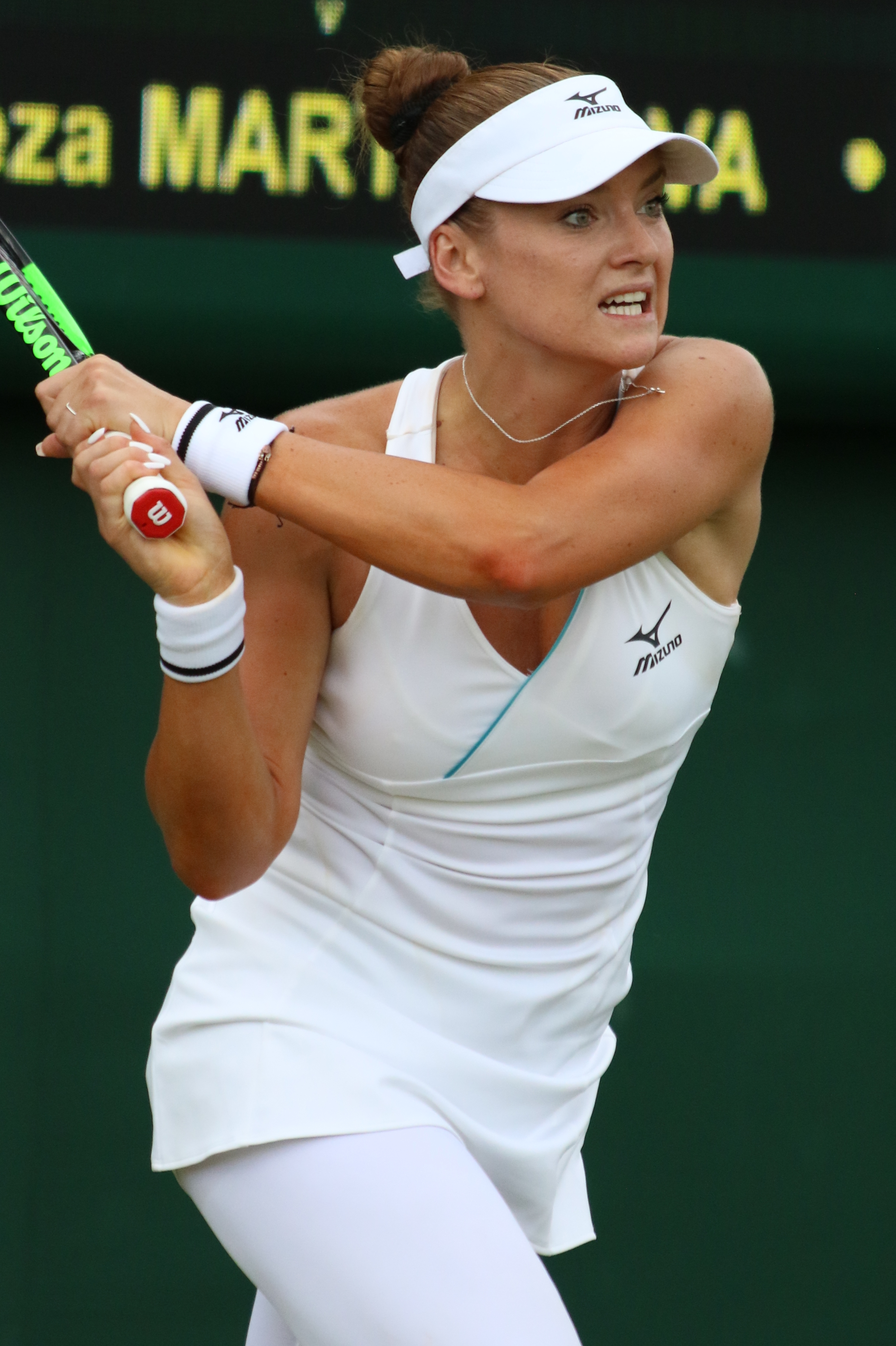
Martincová em Wimbledon, 2019.

Em 2016, ela melhorou seu melhor desempenho no WTA Tour, chegando às semifinais do Tournois de Québec conquistando vitórias sobre Barbora Krejcíková, Ekaterina Alexandrova e Jessica Pegula e perdendo para Lauren Davis em três sets.
Martincová alcançou seu melhor desempenho em um torneio Major em 2017, ao derrotar Valentini Grammatikopoulou [en], Vera Lapko [en] e Georgia Brescia [en] na qualificatória chegando à primeira rodada do US Open onde perdeu para Caroline Garcia em sets diretos. Ela repetiu seu melhor desempenho no WTA Tour do mês anterior, quando também chegou às semifinais do Ladies Championship Gstaad derrotando justamente Caroline Garcia em dois set apertados.
Em 2018, ela alcançou sua segunda final do Circuito ITF em duplas, jogando ao lado de Michaëlla Krajicek.
Ela conquistou seu quarto título da ITF em Essen [en], derrotando Paula Badosa na final de 2019 por 6-2,7-6(4). Ela alcançou seu melhor desempenho em Wimbledon, chegando à primeira rodada ao derrotar Xu Shilin [en],  Caroline Dolehide e Anna Blinkova na qualificatória. Ela também chegou à primeira rodada do US Open, repetindo seu melhor desempenho neste torneio, quando perdeu para Karolina Pliskova em dois sets decididos no "tiebreak", e à terceira rodada da qualificatória do Australian Open no início do ano quando perdeu para Veronika Kudermetova em três sets.
Seu desempenho continuou melhorando em 2020, quando ela repetiu sua melhor pontuação em Melbourne, chegando à última fase da qualificatória quando perdeu para Elisabetta Cocciaretto em sets diretos. No Qatar Open, ela passou pela qualificatória derrotando Kristýna Plíšková e Misaki Doi. Ela chegou à segunda rodada do torneio ao derrotar Misaki Doi (que foi "repescada" como "lucky loser") novamente, e então perdeu para Maria Sakkari. Esta foi a primeira vez que ela alcançou a chave principal de um torneio Premier-5.

### 2021–22

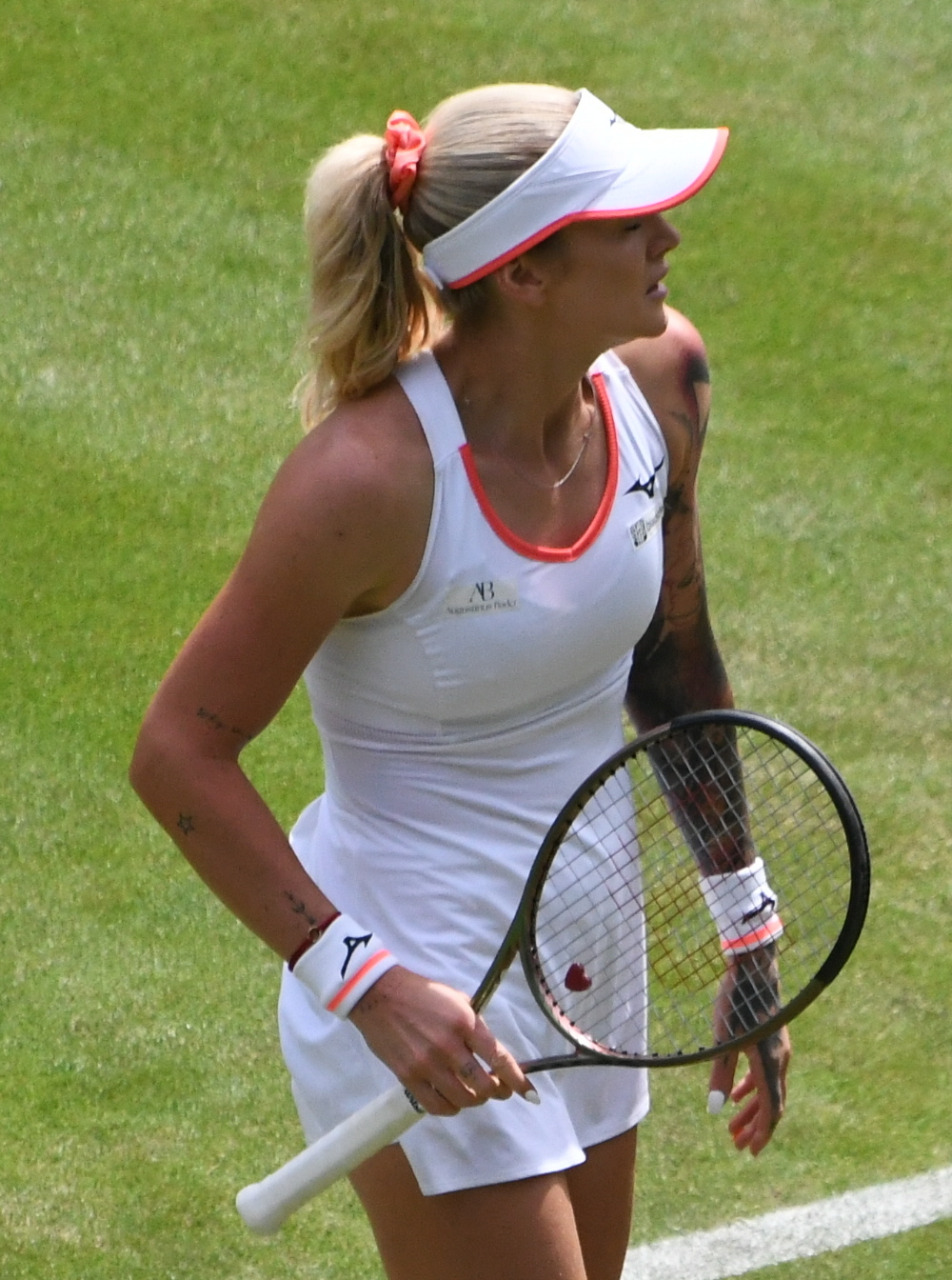
Martincová em Wimbledon, 2022.

Qualificada para Dubai, ela alcançou a terceira rodada em um evento WTA-1000 pela primeira vez, derrotando Kristýna Plíšková e a número 11 do mundo, Kiki Bertens e depois perdendo para Coco Gauff em sets diretos.
Depois de se classificar para outro evento WTA-1000 em Miami e chegar à segunda rodada, onde conseguiu levar o primeiro set contra a 9ª do mundo e eventual finalista, Bianca Andreescu, a um "tiebreak", ela fez sua estreia no top 100 de simples.
Martincová marcou sua primeira vitória em um torneio do Grand Slam no Aberto da França, derrotando Ivana Jorovic [en] por 6–3, 7–6. Ela então perdeu para a 28ª cabeça-de-chave Jessica Pegula, em dois sets.
Martincová começou sua temporada em quadra de grama chegando às quartas de final em Nottingham quando perdeu para Nina Stojanović [en] em sets diretos e em Birmingham quando perdeu para Daria Kasatkina em três sets, marcando grandes vitórias sobre as ex-membros do top 10 e grandes campeãs, Samantha Stosur e Jelena Ostapenko.
Entrando em Wimbledon em boa forma, ela chegou à terceira rodada de um Grand Slam pela primeira vez, derrotando a ex-quartos de final Alison Riske e Nadia Podoroska. Sua campanha foi encerrada pela eventual finalista e compatriota Karolína Plíšková em sets diretos.
Martincová então alcançou sua primeira final do WTA Tour em Praga sem perder um set. No entanto, na partida final, ela venceu apenas dois games contra a compatriota e campeã do Aberto da França Barbora Krejcíková.
Entrando no US Open como Nº 60 do mundo sem índice de cabeça-de-chave, Martincová foi derrotada na primeira rodada pela 18ª cabeça-de-chave Victoria Azarenka por 4–6, 0–6, apesar de estar 4–1 à frente no primeiro set.
Martincová alcançou a primeira quartas de final em um torneio WTA 500 em Ostrava, derrotando Katerina Siniaková e Anastasia Pavlyuchenkova antes de perder para a eventual finalista Maria Sakkari.
Ela terminou a temporada perdendo uma batalha titânica na Kremlin Cup, por 4–6, 6–4, 3–6 para a número 6 do mundo e eventual campeã do WTA Finals de 2021, Garbiñe Muguruza, na segunda rodada.
Ela fez sua estreia no top 50 em novembro, terminando o ano como nº 48 do mundo.
Em 2022 Martincová se classificou para a chave principal do Australian Open pela primeira vez. Na primeira rodada, ela derrotou Lauren Davis, antes de perder para a 30ª cabeça-de-chave Camila Giorgi na segunda.
Ela venceu apenas uma partida de simples antes de entrar no Australian Open, mas alcançou sua primeira final de duplas WTA no Melbourne Summer Set 2 com Mayar Sherif, quando perderam para Katerina Siniaková / Bernarda Pera em três sets, seguida por outra final de duplas na semana seguinte no Adelaide International 2 com Markéta Vondroušová, perdendo também em três sets. Martincová estreou no top 100 em duplas, após chegar à segunda rodada do Australian Open de 2022 com Vondroušová quando perderam para Beatriz Haddad Maia / Anna Danilina em três sets.

## 2023
Martincová teve um início de temporada em quadras duras bastante discreto, apesar de ter participado de vários torneios.
Seu primeiro sucesso na temporada veio em abril, no saibro de Zaragoza onde perdeu a final para  Viktoriya Tomova em jogo de três sets. Depois disso, teve um outro bom resultado em julho no saibro do Grand Est Open 88 [en], chegando à semifinal mas precisou desistir durante a partida contra Anastasia Pavlyuchenkova.